# Espenhain
Espenhain ist ein Ortsteil der Stadt Rötha im Landkreis Leipzig in Sachsen. Bis zum 31. Juli 2015 war Espenhain eine eigenständige Gemeinde in der Verwaltungsgemeinschaft Rötha, die zu diesem Zeitpunkt aufgelöst wurde. Seitdem sind Espenhain und seine einstigen Ortsteile Pötzschau, Mölbis und Oelzschau mit Kömmlitz Ortsteile der Stadt Rötha.

## Geographie

### Geographische Lage
Espenhain liegt in der Leipziger Tieflandbucht ca. 20 km südlich von Leipzig und 8 km nördlich von Borna, mitten im neuerschlossenen Leipziger Neuseenland. Nördlich des Orts befindet sich der Störmthaler See und im Westen bzw. Südwesten der Kahnsdorfer See, der Hainer See und der Haubitzer See. Östlich von Espenhain befindet sich die Halde Trages.
Espenhain besteht aus dem alten Ortskern, genannt „das Dorf“, der Eigenheimsiedlung aus den 1930er Jahren und den Neubaublöcken aus den 1960er Jahren. Südöstlich des Orts befindet sich der „Industrie- und Gewerbepark Espenhain“ auf dem Gelände des ehemaligen Kombinats Espenhain.

### Nachbarorte
| Rötha                                           | Pötzschau (Gemarkung Großpötzschau)            |                      |
| Flur des devastierten Orts Kreudnitz (zu Rötha) | Kompassrose, die auf Nachbargemeinden zeigt    | Mölbis               |
|                                                 | Flur des devastierten Orts Hain (zu Kahnsdorf) | Thierbach, Gestewitz |

## Geschichte

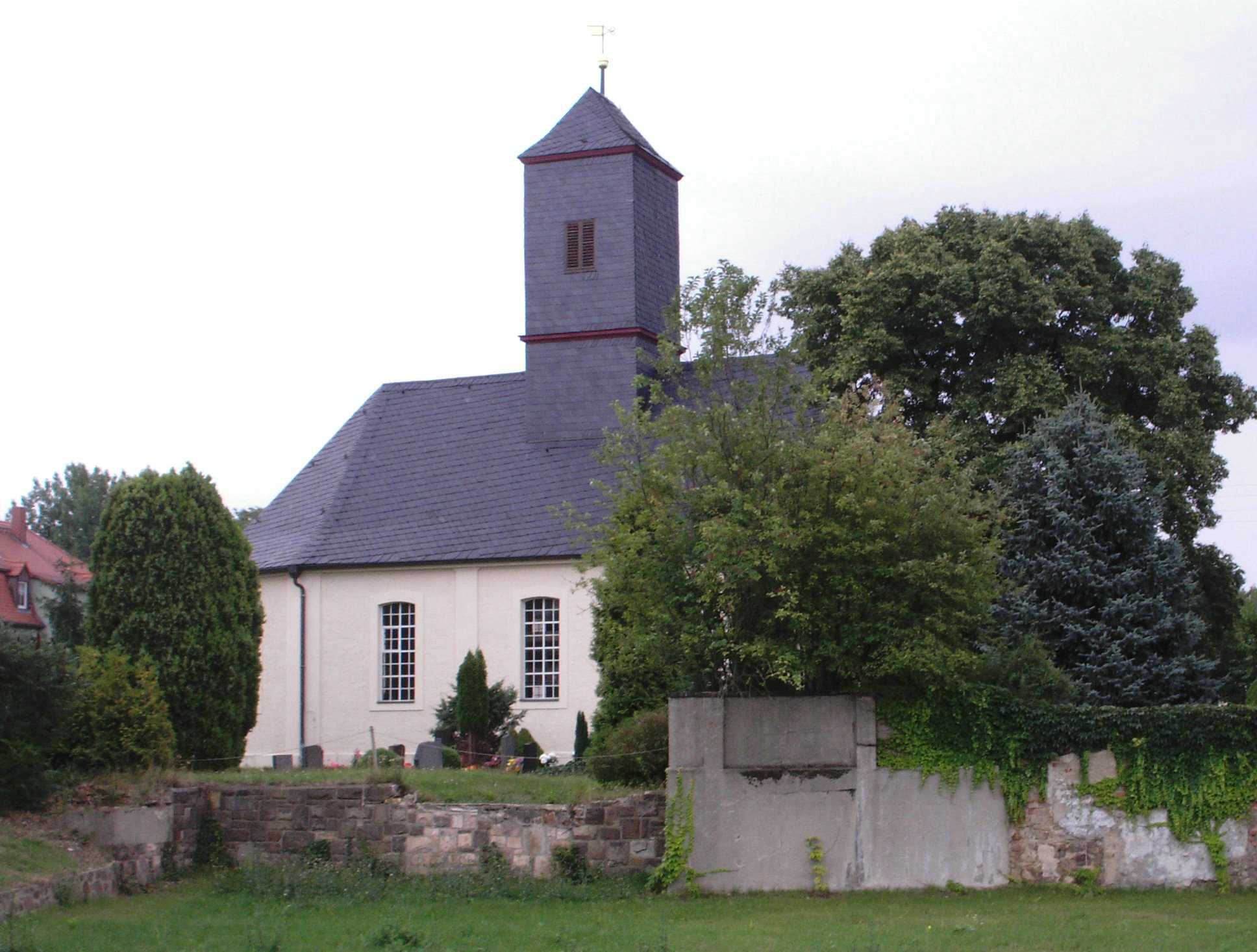
Espenhainer Kirche

Nach der Gründung als altsorbisches Dorf Miertzsch um 800 wurde der Ort nach 1150, befördert durch Wiprecht von Groitzsch, als Platzdorf gegründet und erhielt um 1350 den Namen „Espenhain“. Die erste urkundliche Erwähnung des Orts erfolge im Jahr 1322 als Hespenhayen. Die Kirche des Orts war um 1500 eine Filialkirche von Magdeborn. Sie stand ab 1594 unter dem Kirchenpatronat der Familie von Friesen. Bezüglich der Grundherrschaft gehörte Espenhain ab 1554 zum Rittergut Rötha, welches ebenfalls den Herren von Friesen gehörte. Das kleine Bauerndorf Espenhain wurde 1813/1814 stark in die Kämpfe der Völkerschlacht einbezogen. Der Ort lag bis 1856 im kursächsischen bzw. königlich-sächsischen Kreisamt Leipzig. Ab 1856 gehörte er zum Gerichtsamt Rötha und ab 1875 zur Amtshauptmannschaft Borna. Das Vorwerk Espenhain wurde erst im Jahr 1875 urkundlich erwähnt.
Im Jahr 1894 begann auf dem Gebiet von Espenhain der Braunkohlenabbau. Die Bahnstrecke nach Böhlen wurde am 1. Mai 1913 eröffnet. Im Jahr 1937 erfolgte der Aufschluss des Tagebaus Espenhain nördlich des namensgebenden Orts, Ende des Jahres 1939 wurde die erste Kohle geliefert. Im Zuge der Kohleförderung entstand in Espenhain ein moderner Industriekomplex, welcher nach der Zerstörung im Zweiten Weltkrieg als Kombinat Espenhain wieder aufgebaut wurde.
Durch die zweite Kreisreform in der DDR im Jahr 1952 wurde die Gemeinde Espenhain dem Kreis Borna im Bezirk Leipzig angegliedert. Espenhain erreichte aufgrund des ansässigen VEB BV Espenhain als der dreckigste Ort in der DDR traurige Berühmtheit. In den 1960er Jahren waren die Anlagen im Zusammenhang mit der Wirtschaftsorientierung auf die Erdölchemie massiv auf Verschleiß gefahren worden. Als Anfang der 1970er Jahre die Kohlechemie wieder an Bedeutung gewann, wurde die Produktion in den verschlissenen Anlagen auf maximale Leistung gesteigert. Dadurch und durch nicht vorhandene Investitionen im Bereich des Umweltschutzes stiegen die Schadstoffemissionen in Luft und Wasser sehr stark an. Über dem Ort und seiner Umgebung lag immer eine Wolke von Phenolen, Schwefel, Ruß und Asche. Der hohe Schadstoffausstoß machte es erforderlich, jeden Morgen Straßen und Gehwege zu kehren, da sich eine dicke Ascheschicht niedergelassen hatte. Einige Einwohner berichten, dass gelegentlich die Sonne hinter Aschewolken verschwand und dass Autos tagsüber mit Licht fahren mussten. Die gesundheitlichen Auswirkungen auf die Einwohner der Stadt waren verheerend. Die Lebenserwartung lag infolgedessen einige Jahre unter dem landesweiten Durchschnitt. Vor allem Kinder litten stark unter den auftretenden Haut- und Atemwegserkrankungen, wie z. B. Ekzemen und chronisch-obstruktiver Lungenerkrankung (COPD). Auch heute noch sind viele Einwohner von Spätfolgen betroffen. Zur Unterbringung der Arbeitskräfte entstanden in Espenhain in den 1970er Jahren neue Wohngebäude und eine Kindertageseinrichtung. Die Erweiterung des Tagebaus Espenhain machte eine Verlegung der Fernverkehrsstraße 95 nördlich von Espenhain erforderlich. Durch den vierspurigen Ausbau der F 95 innerhalb der Ortslage Espenhain wurde der Ort in zwei Hälften geteilt.
Seit 1990 gehörte Espenhain zum sächsischen Landkreis Borna, der 1994 im Landkreis Leipziger Land bzw. 2008 im Landkreis Leipzig aufging. Mit der Reduzierung der mitteldeutschen Braunkohleindustrie nach dem Ende der DDR wurde das Kombinat Espenhain im Jahr 1990 und der Tagebau Espenhain ab 1993 schrittweise geschlossen. Aufgrund dieser Entwicklung verlor auch die Bahnstrecke Böhlen–Espenhain ihre Bedeutung im Personen- und Güterverkehr, wodurch sie im Jahr 1993 eingestellt wurde. Die Strecke wurde ab dem Kilometer 5,8 in eine nichtöffentliche Anschlussbahn umgewandelt, die der bahntechnischen Erschließung des Gewerbeparks dient, welcher auf Teilen des Areals des Kombinats entstand. Die Gemeinde Pötzschau wurde am 1. Januar 1995 nach Espenhain eingemeindet, es folgten am 1. April 1996 Oelzschau mit Kömmlitz und Mölbis am 1. Januar 1999. Am 1. August 2015 wurde Espenhain mit seinen Ortsteilen in die Stadt Rötha eingemeindet.

## Politik

### Gemeinderat
Nach der Gemeinderatswahl am 25. Mai 2014 verteilten sich die 16 Sitze des Gemeinderates folgendermaßen auf die einzelnen Gruppierungen:
- Dorfentwicklungsgesellschaft Mölbis (DEG): 6 Sitze
- SV Espenhain 91 e. V. (SVE): 4 Sitze
- Kameraden der FFW Oelzschau (FwOe): 4 Sitze
- Freunde der FFW Pötzschau (FwP): 1 Sitz
- LINKE: 1 Sitz

Nach der Eingemeindung nach Rötha am 1. August 2015 wurden davon 12 Vertreter in den Röthaer Stadtrat übernommen.

### Ortspartnerschaften
Die Gemeinde Espenhain unterhielt mit der schwäbischen Gemeinde Wolfschlugen eine Ortspartnerschaft.

## Kultur und Sehenswürdigkeiten

### Sport
Im Jahr 1990 entstand in Espenhain der FSV Kitzscher. Dieser Verein ging aus der Betriebssportgemeinschaft „Aktivist Espenhain“ hervor. Die Fußballer der BSG spielten 1975–81 in der DDR-Liga, der damals zweithöchsten Spielklasse, die Kegler des Vereins sogar in der höchsten Spielklasse der DDR, der Sonderliga. Mit Manfred Uhlmann stellte die „BSG Aktivist Espenhain“ einen Weltmeister im Kegeln.

### Regelmäßige Veranstaltungen
- Auf dem Gelände des Industrie- und Gewerbegebietes befindet sich die alte Hauptwerkstatt des VEB BKK Espenhain. Diese Werkstatt wird heute von der TDE Mitteldeutsche Bergbau Service GmbH (in welche die ehemalige TDE – Technische Dienste Espenhain integriert ist) als Werkstatt und Produktionsstätte im Maschinen- und Stahlbau genutzt. In dieser Werkstatt findet unter anderem jährlich ein in der Region beachtetes Weihnachtskonzert statt.[16]

- Weiterhin findet seit 2024 in einem Teil des Gewerbeparks auf dem Gelände des ehemaligen Kraftwerks Espenhain jährlich das Open-Air-Rockfestival Rock am Alten Kraftwerk (kurz Rocknacht Espenhain) statt.[17]

## Wirtschaft und Infrastruktur

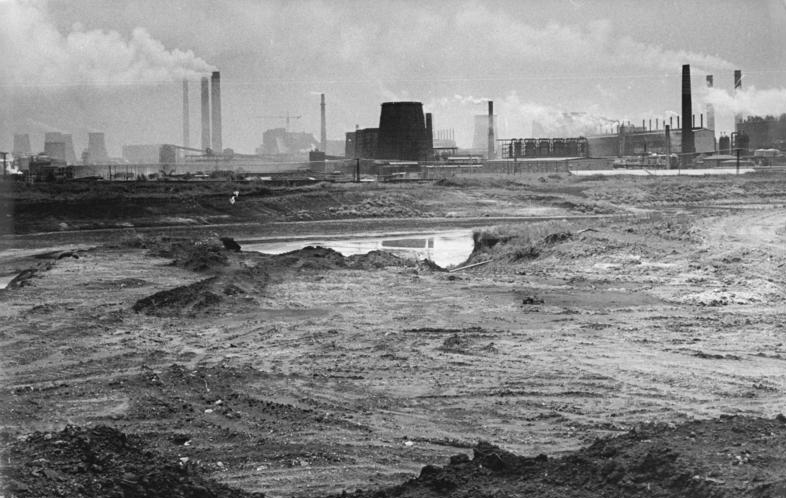
Braunkohleveredelungswerk Espenhain

Auf dem Territorium des ehemaligen VEB BV Espenhain, zu DDR-Zeiten einer der größten Braunkohle verarbeitenden Betriebe der DDR, befindet sich jetzt ein Industrie- und Gewerbegebiet.
Am 8. September 2004 wurde in Espenhain das damals größte Solarstromkraftwerk der Welt (Solarkraftwerk Espenhain Spitzenleistung: 5 Megawatt) in Betrieb genommen.
Im Nachbarort Thierbach befand sich das Braunkohlekraftwerk Thierbach mit einer installierten Bruttoleistung von 840 MW. Es war von 1969 bis September 1999 in Betrieb. Der 300 m hohe Schornstein wurde im Oktober 2002 und die vier 93 m hohen Kühltürme im März 2006 gesprengt.

### Verkehr
Südwestlich von Espenhain verläuft die A 72, sie ist über die Anschlussstellen Espenhain und Rötha erreichbar. Die Fertigstellung des im Bau befindlichen ca. 7 km langen Abschnitts der A 72 bis zur Bundesautobahn 38 ist für Ende 2026 geplant. Die Bundesstraße 95 führte vorher vierspurig durch den Ortsteil und wurde auf zwei Spuren mit Radweg zurückgebaut und zu einer Staatsstraße abgestuft.
Espenhain liegt im Verbundgebiet des Mitteldeutschen Verkehrsverbundes und gehört wie die gesamte Stadt Rötha sowie Böhlen und Zwenkau zur Tarifzone 152. Ein Anschluss im Schienenpersonennahverkehr bestand bis 1993 durch die Bahnstrecke Böhlen–Espenhain. Heute dient die Bahnstrecke nur noch dem Güterverkehr zwischen Böhlen und dem Güterbahnhof Espenhain. Das Bahnhofsgebäude des Bahnhofes Espenhain ist bis heute ungenutzt geblieben.
Durch die Regionalbus Leipzig und die THÜSAC Personennahverkehrsgesellschaft ist Espenhain mit einer PlusBus- sowie weiteren Regionalbuslinien angebunden. Die zentrale Haltestelle aller Buslinien ist Espenhain, Fußgängertunnel.

## Bildung
In Espenhain befindet sich eine Grundschule. Sie ist im Gebäude der ehemaligen Polytechnischen Oberschule „Hugo-Joachim“ untergebracht.
Auf dem Gebiet des ehemaligen VEB BV Espenhain befand sich, bis zu seinem Umzug in die Stammschule nach Böhlen, das Berufliche Gymnasium der Berufsschule Leipziger Land (ehemals: Berufliches Gymnasium Espenhain).
Des Weiteren befindet sich im „IGP - Industrie- und Gewerbepark Espenhain“ mit der TDE Personal Service GmbH ein Aus- und Weiterbildungszentrum, in dem insbesondere in den gewerblich-technischen Berufen der Metall-, Kunststoff- und Elektrobranche sowie in kaufmännischen und logistischen Berufen Grund- und Fachlehrgänge der Berufsausbildung, Umschulungen und Fortbildungen durchgeführt werden. Die TDE Personal Service GmbH bietet darüber hinaus seine Dienstleistung auch in der Arbeits- und Fachkräftevermittlung an.

## Espenhain undÜber sieben Brücken
Espenhain hat einen starken Bezug zu dem Lied Über sieben Brücken mußt du gehn von Karat. Der Leipziger Schriftsteller Helmut Richter veröffentlichte 1975 eine Liebesgeschichte gleichen Titels, die in einem Industrieort Zaspenhain spielt. Neben der Namensähnlichkeit der Orte und weiteren versteckten Bezügen wurde aus dem realen Gasthof Aspe das fiktive Klubhaus Zaspe. Richter war auf den Stoff bei Recherchen für eine Reportage über den Kraftwerksbau im benachbarten Thierbach gekommen und gab den Bezug zu Espenhain selbst zu. 1978 wurde die Erzählung verfilmt (leider nicht in Espenhain), und als dazu ein Song gebraucht wurde, entstand das bekannte Lied.